# ووژن
ووژن (به لاتین: Wuzhen) یک شهرک در جمهوری خلق چین است که در Tongxiang واقع شده‌است. ووژن ۷۱٫۱۹ کیلومتر مربع مساحت و ۶۰٬۰۰۰ نفر جمعیت دارد.